# Invalidovna (Paříž)

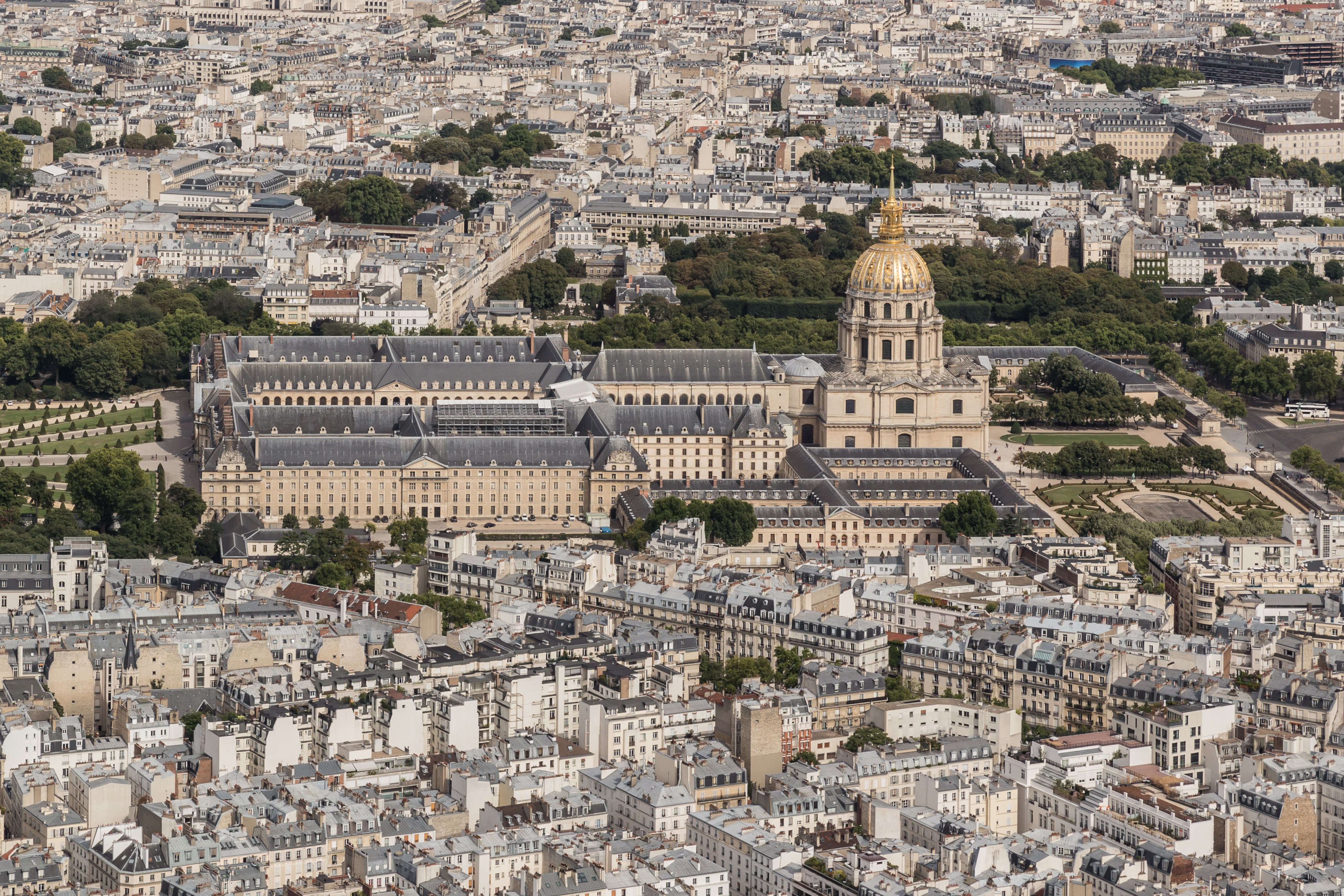
Pohled z Eiffelovy věže

Invalidovna (francouzsky Hôtel National des Invalides) je komplex budov v Paříži v 7. obvodu zahrnující Muzeum Armády, které se vztahuje k francouzské vojenské historii, dále pak vojenskou nemocnici a domov pro válečné veterány, což byl i původní účel budov. Dnes je to také místo, kde jsou pohřbeni někteří z největších válečných hrdinů Francie. Zdejší Dóm je katedrálním kostelem Francouzského vojenského ordinariátu.

## Historie
Ludvík XIV. inicioval vznik domu pro staré či nemocné vojáky rozkazem z 24. listopadu 1670. Název je odvozen zkrácením původního hôpital des invalides (nemocnice pro invalidy). Architektem byl Libéral Bruant. Za místo bylo vybráno tehdejší předměstí Paříže. Než však byla stavba roku 1676 dokončena, projekt se postupně rozšířil – přední část měřila 196 metrů a celý komplex měl 15 nádvoří, největší cour d'honneur (čestné nádvoří) bylo určeno k vojenským přehlídkám.
Dále byla postavena kaple, při jejíž stavbě asistoval již starému Bruantovi Jules Hardouin-Mansart, který stavbu v roce 1679, již po Bruantově smrti, podle Bruantových návrhů dokončil. Kaple je známá jako Église Saint-Louis des Invalides.

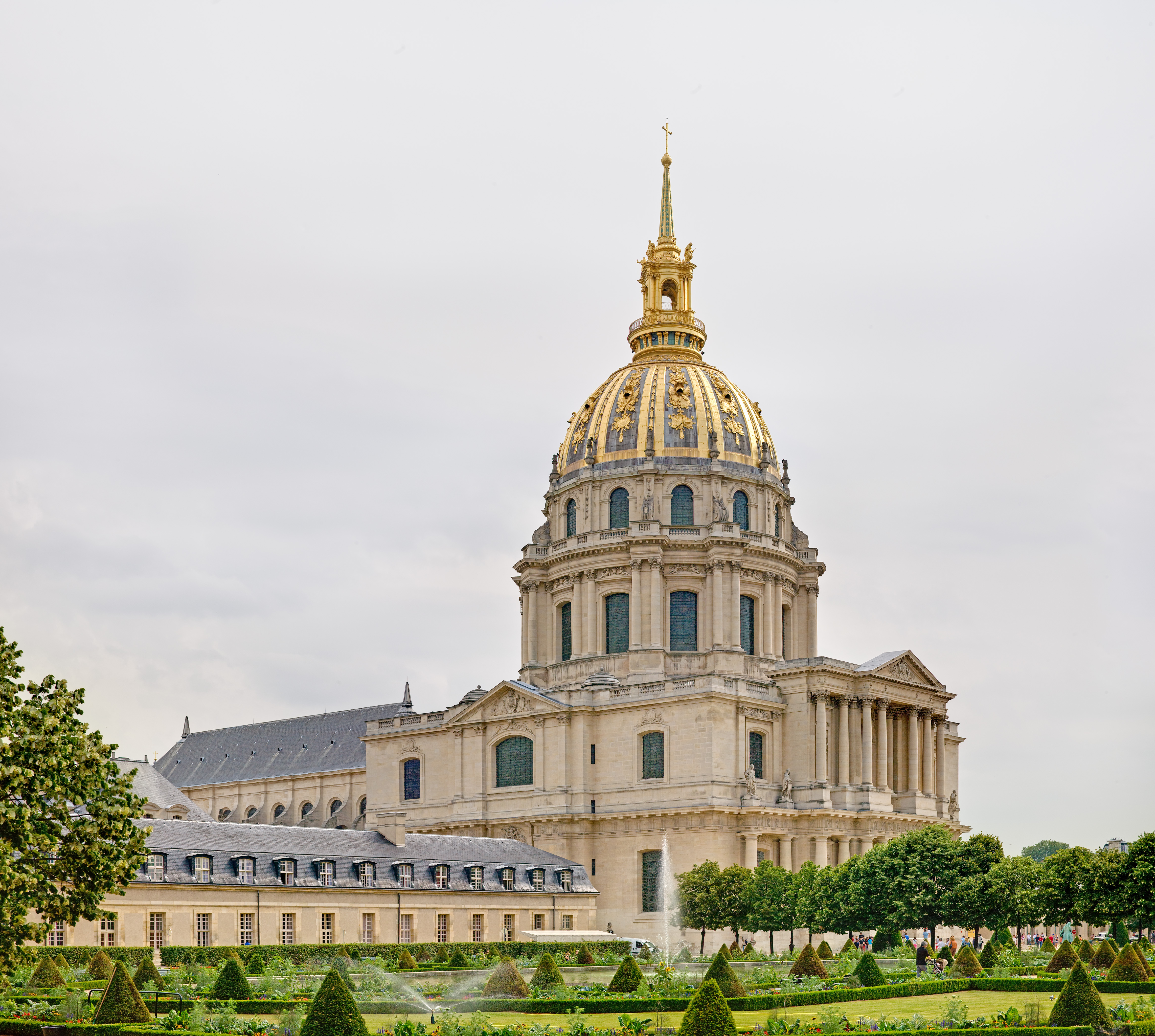
Église du Dôme

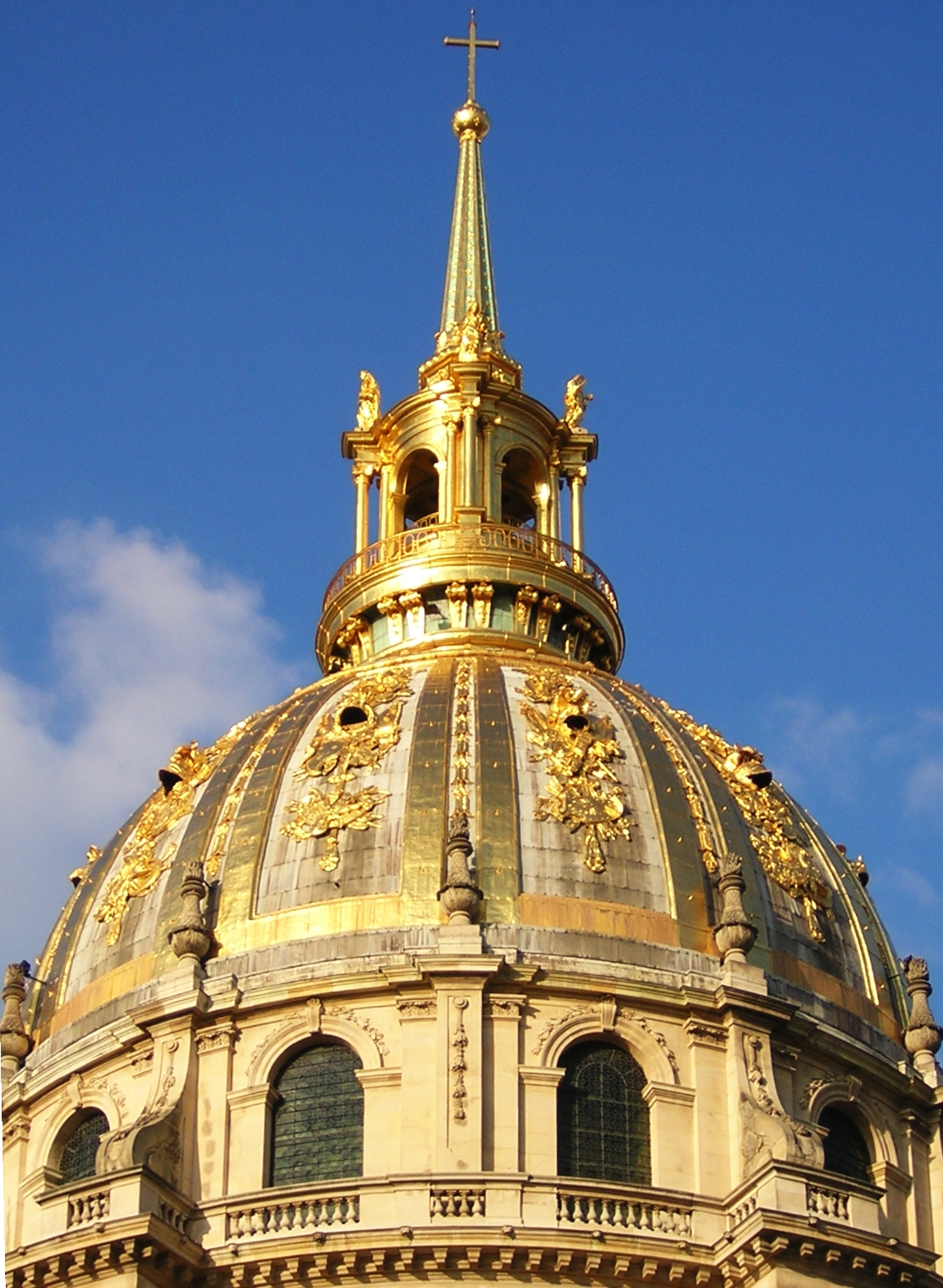
kopule Invalidovny

Krátce po dostavbě kaple pro veterány Ludvík XIV. přikázal Mansartovi vybudovat oddělenou soukromou královskou kapli, všeobecně nazývanou podle nejvýraznějšího znaku Église du Dôme (Kostel s kopulí). Tato stavba, dokončená 1708, je považována za triumf francouzské barokní architektury, vzorem byla Bazilika svatého Petra v Římě.
Interiér kopule byl vymalován (dokončeno 1705) Le Brunovým žákem Charlesem de La Fosse (1636–1716). Malby znázorňují tehdejší představu vesmíru.

## Institution Nationale des Invalides (Národní ústav invalidů)
Národní ústav pro invalidní válečné veterány. Budovy tohoto úřadu jsou stále součástí komplexu Invalidovny.
Institut zahrnuje:
- Domov důchodců
- Nemocnici
- Centrum pro ambulantní lékařskou pomoc

## Musée de l'Armée (Armádní muzeum)
Vojenské museum francouzské armády, jehož budova je též součástí Invalidovny.

## Hrobky

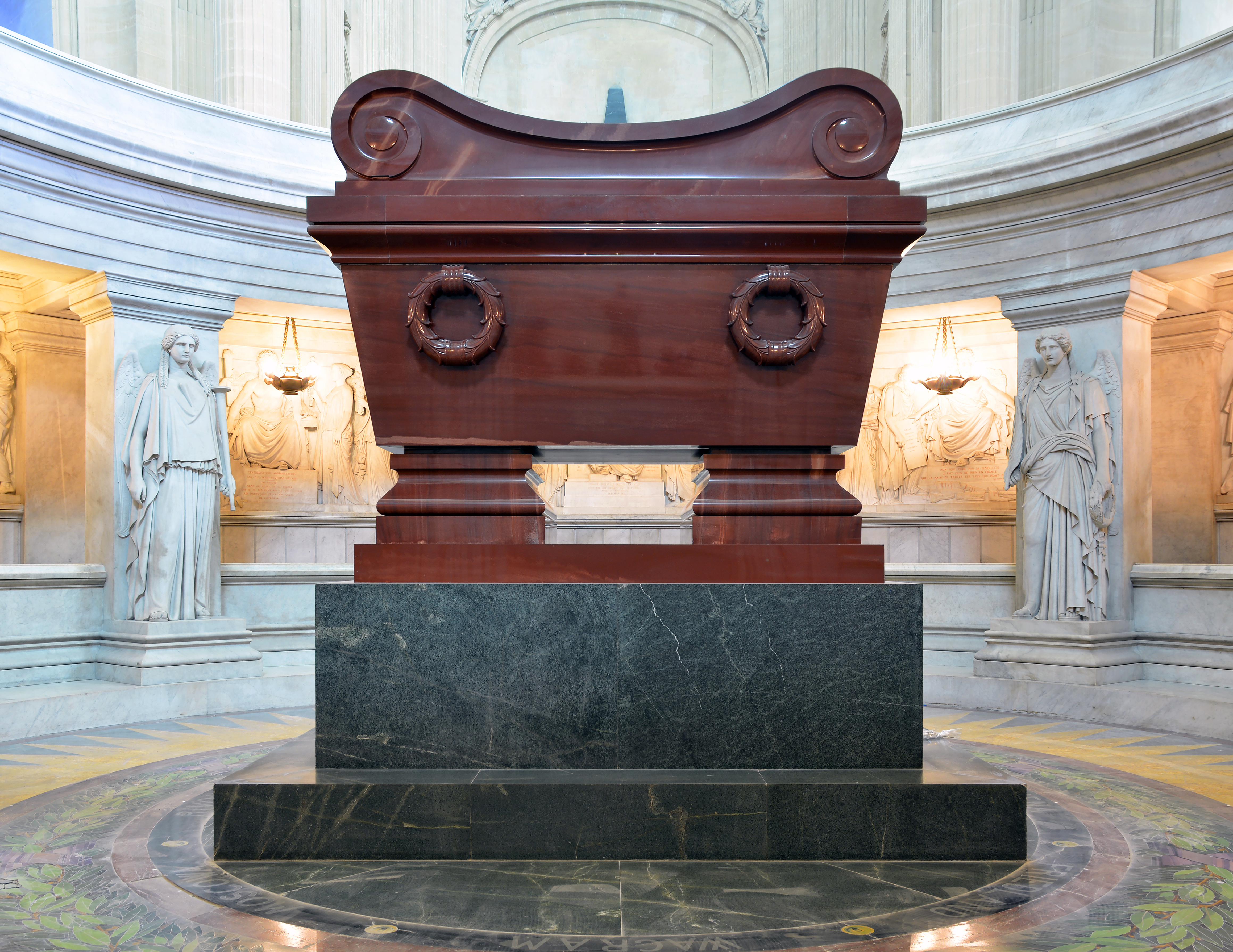
Napoleonova hrobka

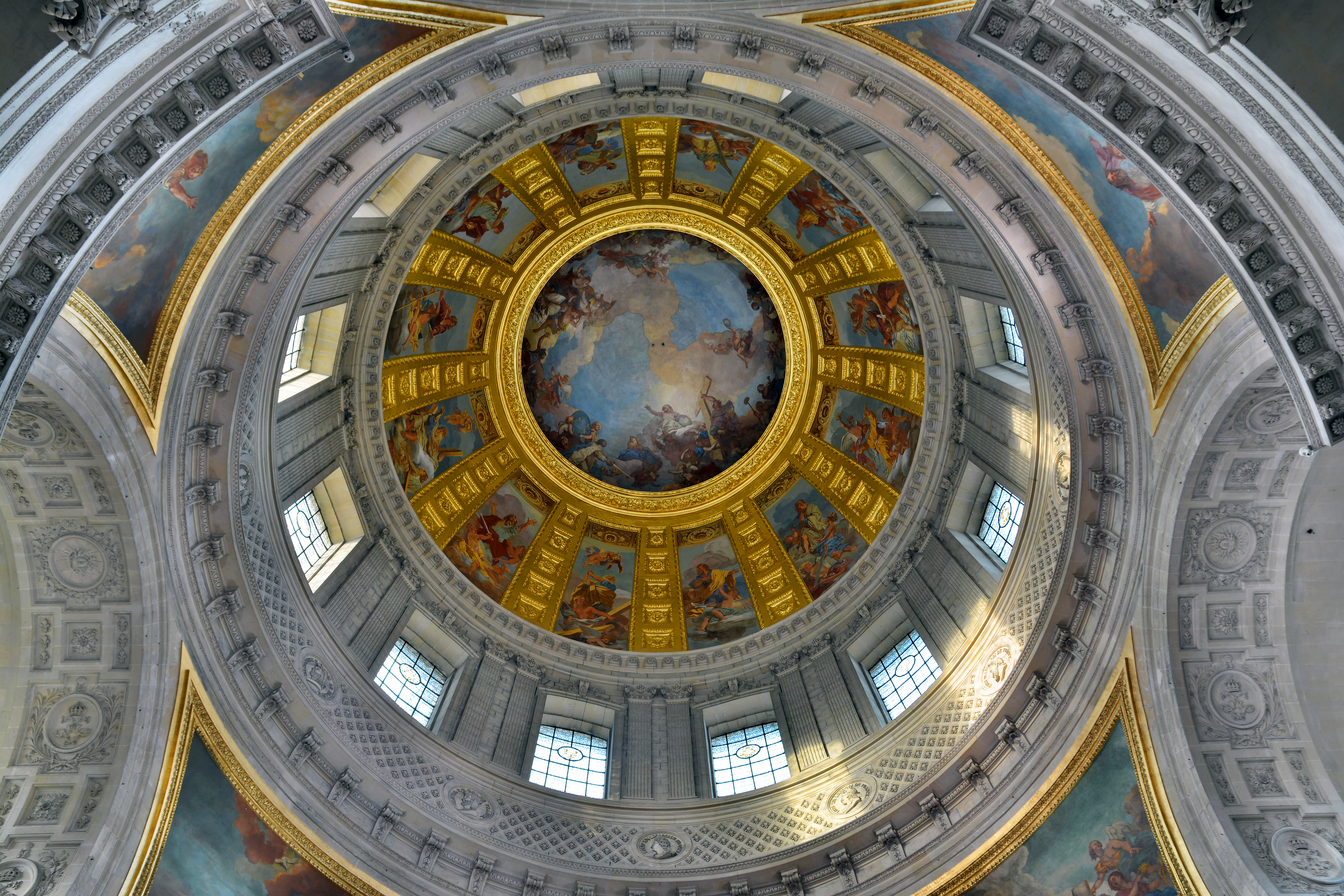
De La Fosseho malby v kopuli nad Napoleonovým hrobem

Nejvýznamnější hrobkou Invalidovny je hrobka Napoleona Bonaparte (1769–1821) v kryptě pod Mansartovým dómem. Napoleon byl po bitvě u Waterloo internován na Sv. Heleně, kde r. 1821 i zemřel a byl pochován. Devatenáct let po jeho smrti (1840) však král Ludvík Filip umožnil návrat ostatků zpět do Francie a jejich uložení v kapli sv. Jeronýma v Paříži. Jelikož renovace Invalidovny trvala mnoho let, byly Napoleonovy ostatky přesunuty na honosnější místo pod kopulí až v roce 1861.

Návrat ostatků Napoleonových do Francie byl obrovskou událostí, jak dokládá literatura:

Na Svaté Heleně císař svým druhům předpověděl:

„Znovu uslyšíte, jak v Paříži křičí Ať žije císař!“

A dav, když spatřil, jak za rakví pochodují veteráni slávy, zdravil je křikem, před nímž se kdysi na bojištích třásli nepřátelé, neboť jim oznamoval, že Napoleon je tady – a že je porazí: 

„Ať žije císař!“

Granátníci, myslivci ze staré gardy, císařovnini dragouni, dragouni de la mort, červení kopiníci, ti všichni pochodovali, vypínali prsa a zvedali hlavu k této poslední přehlídce, k tomuto defilé duchů. A jejich srdce bilo o překot, zatímco doprovázeli císaře k dómu zářícímu zlatem, který bude od nynějška chránit jeho věčný spánek.

Maršál Moncey, správce Invalidovny, se ve věku osmdesáti sedmi let nechal donést ke katafalku. Už týden prosil svého lékaře:

„Doktore, dám Vám polovinu svého majetku, jen když se dožiji chvíle, vidět zase císaře.“

U vchodu do dómu vykročil naproti průvodu král Ludvík-Filip. Na jeho žádost položil Bertrand Napoleonův meč na rakev a Gourgaud k němu přidal legendární Napoleonův klobouk.

Když dlouhá mše skončila, Moncey zašeptal:

„A teď se vraťme zemřít …“, Napoleon Bonaparte, André Castelot.

V Invalidovně však není pohřben jen Napoleon, jsou zde pochováni také někteří členové jeho rodiny, několik důstojníků, kteří sloužili pod jeho velením a další francouzští vojenští hrdinové.
- Henri-Gatien Bertrand, hrabě Bertrand (1773–1844), armádní generál Prvního císařství, který doprovázel Napoleona na Elbu a Sv. Helenu. Přivezl r. 1840 Napoleonovo tělo zpět do Francie.
- Joseph Bonaparte (1768–1844), Napoleonův starší bratr.
- Jérôme Bonaparte (1784–1860), Napoleonův nejmladší bratr.
- Napoleon II. (1811–1832), zvaný Orlík, syn Napoleonův. Jeho ostatky zde byly uloženy v roce 1940 u příležitosti 100. výročí přenesení ostatků jeho otce, do té doby byl pochován v Císařské hrobce ve Vídni.
- Thomas Robert Bugeaud (1784–1849), maršál Francie a dobyvatel Alžíru.
- François Canrobert (1809–1895), maršál Francie.
- Géraud Duroc (1774–1813), důstojník, který bojoval a věrně sloužil Napoleonovi.
- Claude Joseph Rouget de Lisle (1760–1836), armádní kapitán, autor francouzské národní hymny – La Marseillaise.
- Ferdinand Foch (1851–1929), maršál Francie během první světové války.
- Henri de la Tour d'Auvergne, Vicomte de Turenne (1611–1675), lépe známý jako Turenne, maršál Francie za Ludvíka XIV., jeden z největších francouzských vojevůdců.
- Srdce Sébastiena Le Prestre de Vauban (1633–1707), projektant opevnění za Ludvíka XIV.

## Pohřbení v kryptách Invalidovny
- Popel generála Marceaua
- Srdce generála Klébera
- Maršál Lyautey
- Generál Robert Nivelle
- Generál Charles Mangin
- Maršál Patrice de Mac-Mahon
- Maršál Leclerc de Hauteclocque
- Maršál Alphonse Juin
- Srdce královského poručíka Jeana Beryranda, 1691
- Srdce generála d'Hautpoula 1807
- Generál hrabě de Lasalle 1809
- Srdce generálmajora de Bisson 1811
- Generál Lariboisière 1812
- Maršál Jean-Baptiste Bessières 1813
- Srdce generálmajora Eblé 1813
- Srdce generálporučíka Baraguay d'Hillierse 1813
- Srdce Marie Maurille de Sombreuil, hraběnky z Villelume 1823
- Srdce generálporučíka Conchy 1823
- 14 obětí Fieschiho útoku 28. července 1835
- Maršál Bon-Adrien-Jeannot de Moncey 1842
- Maršál Charles Nicolas Oudinot 1847
- Srdce generálmajora Négrier 1848
- Maršál Mouton de Lobau 1839
- Maršál Vallée 1846
- Admirál Duperré 1847
- Generál Duvivier 1848
- Maršál Sébastiani 1851
- Maršál Exelmans 1852
- Maršál d'Saint-Arnaud 1854
- Admirál Hamelin 1864
- Maršál Pélissier, vévoda de Malakoff 1864
- Maršál Regnault ze Saint-Jean-d'Angely 1870
- Maršál Baraguay d'Hilliers 1878
- Maršál Canrobert 1895
- Generál Roques 1920
- Generál de Maud'huy 1921
- Generál Humbert 1921
- Generál Maistre 1922
- Maršál Maunoury 1923
- Generál Malleterre 1923
- Generál de Mitry 1924
- Viceadmirál Boué de Lapeyrère 1924
- Generál Lanrezac 1925
- Generál Putz 1925
- Generál Antoine Baucheron de Boissoudy 1926
- Generál Gerard 1926
- Generál Ruffey 1926
- Generál d'Langle de Cary 1927
- Maršál Fayolle 1928
- Generál Sarrail 1929
- Viceadmirál Gauchet 1931
- Generál Cordonnier 1936
- Admirál Guépratte 1939
- Maršál Franchet d' Esperey 1942
- Generál Pau 1932
- Viceadmirál Fournier 1934
- Admirál Ronarc'H 1940
- Generál Guillaumat 1940
- Generál d'Amade 1941
- Generál d'Urbal 1943
- Generál Henrys 1944
- Generál Duchêne 1950
- Generál Houdemon 1960
- Generál Kientz 1962
- Generál Monclar 1964

## Guvernéři Invalidovny

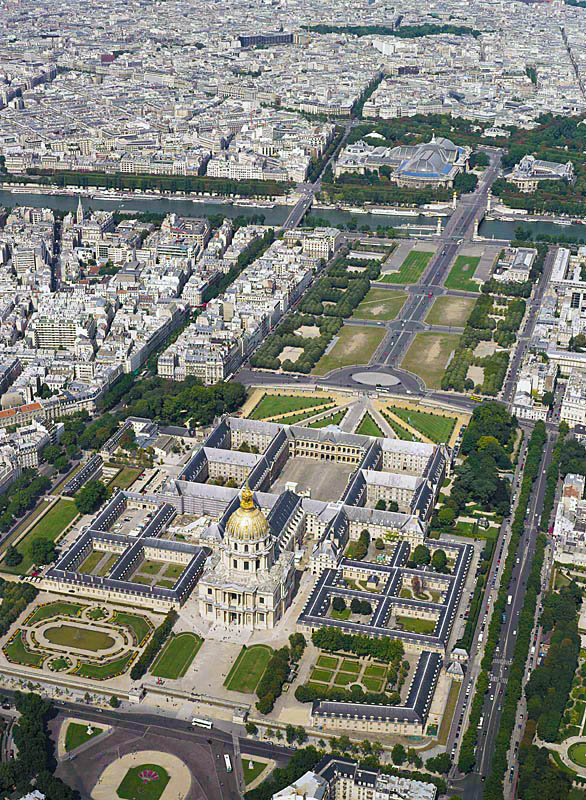
Letecký pohled

- Vrchní probošt Lemaçon, seigneur d’Ormoy: 1678
- Blanchard, rytíř de Saint-Martin de Taley: 1696
- Des Roches d’Orange : 1705
- Boyveau : 1728
- Beaujeu de Jauges : 1730
- De Vissec de Ganges : 1738
- Marnais de la Bastie, rytíř de Saint-André : 1742
- Cormier de la Courneuve : 1753
- Azémar de Pannat de La Serre : 1766
- Generálporučík Sahuguet d’Espagnac : 1783
- Generálporučík de Guibert : 1786
- Generál Jean-François Berruyer : 1804
- Maršál Jean Mathieu Philibert Sérurier : 1819
- Maršál de Franquetot de Coigny : 1821
- Maršál Jean-Baptiste Jourdan : 1833
- Generálporučík Denis de Damrémont : 1837
- Maršál Bon-Adrien-Jeannot de Moncey : 1842
- Maršál Nicolas Charles Oudinot : 1847
- Maršál Gabriel Jean Joseph Molitor : 1849
- Generál Arrighi de Casanova : 1853
- Maršál Philippe Antoine hrabě d’Ornano : 1863
- Generál hrabě de Martimprey : 1883

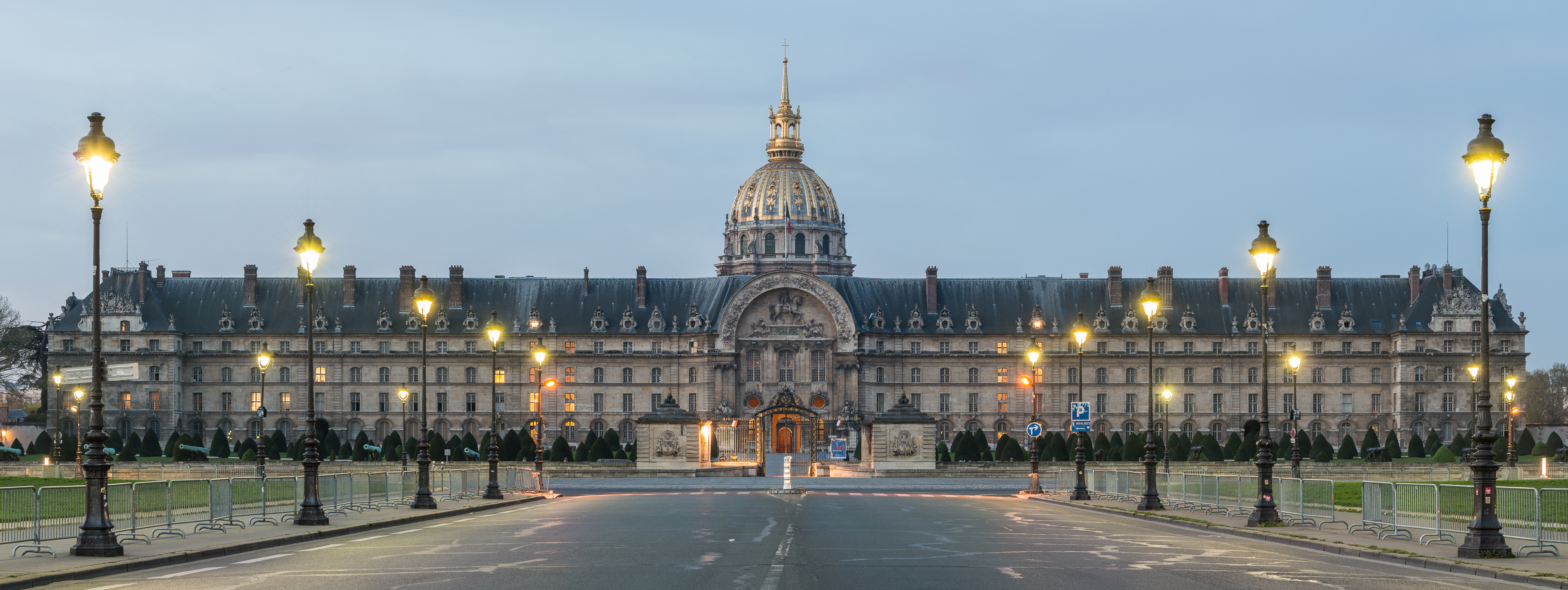
Severní fasáda Invalidovny

- Generál Sumpt : 1891
- Generál Arnoux : 1902
- Generál Mariaux : 1944
- Generál Rodes : 1951
- Generál Jacques de Grancey : 1973